# Jakob Erlandsen
Jakob Erlandsen (død 1274) var ærkebiskop i Lund Stift. Han var søn af Erland og Cæcilie, der var datterdatter af Sune Ebbesen.
Som domprovst i Lund deltog han som advokat for Erik 4. Plovpenning i koncilet i Lyon i 1245, men talte mod kongens ønske for Niels Stigsen (biskop i Roskilde) og fik derefter beslaglagt både sine kirkelige indkomster og sit arvegods. 
Paven udnævnte ham i 1250 til biskop af Roskilde, og han fik derefter på pavens foranledning udleveret sit gods og byen København. København fik af ham sin første stadsret i 1254, og samme år blev han ærkebiskop i Lund.
Han kom i strid med kongen om en række kirkelige forhold (bl.a. gejstlige ledings- og skattebyrder, ærkebispens lenspligt og bispevalgene). Jakob Erlandsen oprettede skoler i Roskilde og Lund og fik ved kirkemødet i Vejle i 1256 vedtaget, at riget ville blive pålagt interdikt, såfremt en biskop fængsledes eller led overlast med kongens formodede samtykke.
Under striden med kongen blev ærkebispestolen frataget alle privilegier. Han nægtede at krone tronfølgeren og gik i forbund med kongens fjender. Christoffer 1. fængslede ham i 1259, men han blev frigivet af Christoffers enke, dronning Margrete Sambiria. Han fortsatte sine stridigheder med kongemagten og opholdt sig mest i nabolandene. I 1272 forelagde han sin sag i Rom, hvor der blev opnået forlig med kongen.
Jakob Erlandsen døde på Rügen på vej hjem fra Rom i 1274. I 1972 blev ruinerne af franciskanerklostret i Lunds kirke, hvor Jakob Erlandsen siges at være gravlagt, delvist udgravet. Centralt placeret i kirken fandtes en grav med et træskrin med knoglerne af en 60-70 årig mand maset sammen. Kraniet bar tydelige tegn på at være ramt af en bolt fra en armbrøst. Det blev udlagt, som at Jakob Erlandsen ikke var død af naturlige årsager på Rygen, men var blevet myrdet, antagelig på Erik Klippings bud. Bortset fra gravens centrale placering var der dog intet, hverken bispering eller plade med indskrift, der pegede på, at Jakob Erlandsen skulle ligge i graven, så mordteorien anses for spekulativ.

## Eksterne kilder og henvisninger
1. ↑  Anders W. Mårtensson: Graven under lampen i Skalk, nr. 1 1976
2. ↑  SKYUM-NIELSEN, NIELS 1994: Fruer og Vildmænd i Dansk Middelalderhistorie 1250-1340. København 1994 s. 61-64.